# Mårran (musikgrupp)
Mårran är en  svensk rockgrupp bildad 2010 i Stockholm.

## Historia
Bandet bildades 2010 av de då 20-åriga Morgan Korsmoe och Ludwig Larsson. Korsmoe växte upp som basist i sin fars band Larz Kristerz men hade fascinerats av 1970-talets hårdrock och ville starta ett eget band i den genren. Bland förebilderna fanns den svenska gruppen November (vilka kallats det första svenska hårdrocksbandet och "Sveriges svar på Cream") och deras tre album från 1970, '71 och '72. Man engagerade Novembers trummis Björn Inge (även kallad Binge) och den första repetitionen var så lyckad att man omedelbart beslöt sig att bilda band tillsammans. Binges smeknamn på kapellmästaren Morgan var Mårran och det blev även bandets namn. Powertrion saknade dock en Hammondorgel i soundet och Max Lorentz, även han gammal November-fan, tackade ja på stående fot. Även om både Binge och Max också var sångare så tyckte man att Mårran skulle ha en särskild frontman/sångare. Max föreslog Göran Edman som han träffat redan under inspelningen av John Norums "Total Control" där de båda medverkat. Edman gick med på att pröva och efter första repetitionen med alla fem föll allt på plats, man skrev sex låtar och Mårran var fulltaliga.
I oktober 2011 släppte Mårran singeln "Gärdesbrud" på Blind Boyscout Records i begränsad upplaga. Singeln innehåller en specialmix av Søren Mikkelsen på Medley Studio i Köpenhamn.
I mars 2012 släpptes debutalbumet Mårran på S-Rock Records producerad och mixad av Max Lorentz.
Mårran gjorde sin första turné i november 2011 och sin andra i mars 2012.
Den 16 november 2012 släpptes andra albumet Mårran 2 på S-Rock Records, återigen producerad och mixad av Max Lorentz. Omslaget och dess "Mårrtåg" var gjort av Västeråskonstnären Anders Hultman.
I november 2012 släpptes även mini-albumet/EP:n Mårran - Vid liv som bonus-CD med Sweden Rock Magazine. Den var inspelad live på Akkurat i Stockholm våren 2012 och med gästgitarristen Richard Rolf från Binges gamla band November.
I januari 2013 släpptes debutalbumet på 180 grams vinyl-LP och till Record Store Day 2013 släppte man vinylsingeln Nattens kristall/Skatsilverland. Dessa låtar är endast släppta på vinyl i en begränsad upplaga på 300 exemplar. Samtliga 300 omslagen, tillverkade av Anders Hultman och Mårran, var olika och unika.
I juni 2013 gjorde Mårran en spelning på Sweden Rock Festival.
Inspelningarna av vad som skulle bli Mårrans tredje skiva resulterade i hela 23 inspelade sånger och den 1 januari 2014 släppte Mårran sitt tredje studioalbum 3/4, del ett av två där del två, 3/4 AP-IX släpptes i januari 2016 och dessemellan släpptes julsingeln En julsaga (december 2015). Inspelningarna var återigen producerat av Max Lorentz och med ytterligare ett konstverk av Anders Hultman på omslaget.
Redan 2014 beslutade sig dock bandet för att, av personliga skäl, upplösas.

## Medlemmar
Nuvarande medlemmar
- Göran Edman – sång
- Björn Inge – trummor
- Morgan Korsmoe – basgitarr
- Ludwig Larsson – gitarr
- Max Lorentz – hammondorgel

## Diskografi
Studioalbum
- 2012 – Mårran
- 2012 – Mårran 2
- 2014 – 3/4
- 2016 - 3/4 AP-IX

Livealbum
- 2012 – Mårran - Vid liv (mini-album)

Singlar
- 2011 – Gärdesbrud
- 2013 – Nattens kristall / Skatsilverland
- 2015 - En julsaga